# Макфарланов медвед
Макфарланов медвед (лат. Ursus inopinatus) изумрла је врста медведа који је пронађен северној Канади. Године 1894, природњак Роберт МакФарлан је од Инуита добио „огромну” кожу медведа са жућкастим крзном. Касније, др Клинтон Харт Меријам проучавао је ове остатке и дао је име новој врсти медведа Ursus inopinatus. Године 1918. он је описао јединку као део нове врсте, назвавши га „патријархални медвед“.
Ако се изузму непотврђена виђања, за Макфарлановог медведа се верује да је изумро након 1864. године када је примерак медвеђе коже дошао у посед Макфарлана. Постоји много теорија о пореклу овог медведа, једна од њих је да је хибрид између гризлија и поларног медведа, или је преживели представник врсте из плеистоцена.
Данас је познато да се хибридни гризлија и поларног медведа могу наћи у природи, и доста су слични опису Макфарлоновог медведа. Сличне су боје длаке и чудног облика лобање (која је послужила Меријаму као доказ да идентификује нову врсту). Већ дуже време то је само теорија. Међутим, помоћу ДНК анализе и морфолошке анализе могуће је брзо решити случај са овим медведом. Ако се докаже да је хибрид име Ursus inopinatus ће постати неважеће.
За потребе епизоде „Monster Quest“ палеонтологу др Блејну Шуберту је било дозвољено да проучи остатке. Шуберт је изјавио да је „100% сигуран” да лобања припада младој женки мрког медведа која „у ствари није била тако велика”.
Године 1984, Д. Рејмонд Хал, дао је мишљење да су U. inopinatus и U. a. horribilis заправо иста врста.